# Soumousso
Soumousso est une localité située dans le département de Karangasso-Vigué de la province du Houet dans la région des Hauts-Bassins au Burkina Faso.

## Géographie
Soumousso est traversée par la route nationale 20.

## Éducation et santé
Soumousso accueille un centre de santé et de promotion sociale (CSPS).